# Rüdtligen-Alchenflüh
Rüdtligen-Alchenflüh é uma comuna da Suíça, situada no distrito administrativo de Emmental, no cantão de Berna. Tem 2,72 km² de área e sua população em 2018 foi estimada em 2.418 habitantes.